# Ајона (Флорида)
Ајона (енгл. Iona) насељено је место без административног статуса у америчкој савезној држави Флорида.

## Демографија
По попису из 2010. године број становника је 15.369, што је 3.613 (30,7%) становника више него 2000. године.
| Група             | 2000.          | 2010.          |
| Белци             | 11.128 (94,7%) | 14.049 (91,4%) |
| Афроамериканци    | 48 (0,4%)      | 163 (1,1%)     |
| Азијати           | 56 (0,5%)      | 153 (1,0%)     |
| Хиспаноамериканци | 463 (3,9%)     | 859 (5,6%)     |
| Укупно            | 11.756         | 15.369         |